# Новотануси
Новотануси — кутан Хунзахского района Дагестана. Не имеет официального статуса, расположено на землях отгонного животноводства Бабаюртовской зоны. Подчиняется сельскому поселению Танусинский сельсовет.

## Географическое положение
Анклав Хунзахского района, расположено на территории Бабаюртовского района на канале Хани-Шабур, ближайшие населённые пункты: село Нуси в 3 км к юго-востоку, кутан Хамзаюрт в 4 км к юго-востоку, кутан Камбулат в 5 км к северо-востоку.

## История
Основан на землях отгонного животноводства колхоза имени Хизроева села Хунзах.

## Проблемы
Не определённый статус и расположения населённого пункта на землях сельскохозяйственного назначения создает проблемы в функционировании жизнедеятельности кутана, например, по этой причине в 2020 году не смогли ввести в строй новую школу.